# Youness Bengelloun
Youness Bengelloun (Parigi, 3 gennaio 1983) è un ex calciatore francese, di ruolo difensore.

## Carriera

### Club
Dopo aver giocato con vari club, nel 2010 si trasferisce in Bulgaria al Lokomotiv Plovdiv. Nel 2012 viene acquistato dal CSKA Sofia.

## Palmarès

### Club

#### Competizioni nazionali
- Beta Ethniki: 1

Panserraikos: 2007-2008